# 濟南號空難
濟南號空難發生於1931年11月19日，一架司汀逊式九缸七座郵政飛機搭載一名乘客以及兩名駕駛員墜毀在中國山東省濟南市的山區 ，機上三人包括著名詩人徐志摩全部罹難。 
該機為中國航空所有、並為中華郵政所承包。 它從南京明故宮機場出發飛往北平南苑機場。乘客徐志摩預定前往北平去聽著名建築師林徽音的演講。由於徐志摩的名氣，這場空難震驚了中國文壇。

## 背景

### 徐志摩的行程

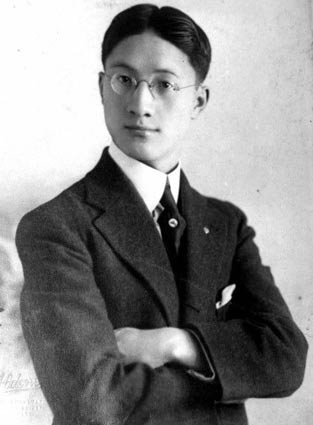
徐志摩

徐志摩將出席在北平一場由林徽音所主講的建築演講，普遍認為徐之所以會決定去聽演講是基於兩人間的戀情。他要去替她捧場，儘管徐被告知飛往北平途中的天氣是多變的，由於經由空運較快且起飛後的天氣尚可，他仍堅持搭機前往。

### 飛機和駕駛員
該機為中國航空所有、中華郵政承包之司汀逊式九缸七座飛機，徐志摩免費搭乘。機上還載有500磅重的郵件，暱稱「濟南」。該航班的機長是王貫一，副駕駛員則為梁璧堂，兩人都36歲。他們是畢業於南苑航空學校三期的經驗豐富駕駛員。

## 墜毀
1931年11月19日上午10时20分，徐志摩所乘坐的飞机从徐州出发向济南飞行，下午一时许，飞机飞行至济南城城南30里的党家庄附近时，因天雨雾大，坠毁在开山。

## 搜救
一位巡警目睹了飛機的墜毀，他立即趕到現場與當地居民一起搶救機組人員。與此同時，徐志摩的朋友梁思成被告知要在下午3點左右在南苑機場接徐，但他遲遲等不到徐的抵達，梁推測徐可能墜機並在下午4點半報警。
當搜救人員當設法找到殘骸時，他們發現了乘客和機長的屍體，其中的殘骸被火焰吞沒。徐雖然沒有嚴重燒傷，但卻遭受致命的腦創傷、腿部骨折、身體上還有多處傷口。徐志摩的另一位朋友于賡虞後來形容他的屍體為： 
……他稍微腫起來的臉上有一些白色和紅色的疤痕，可能是因為被發現後在臉部經過沖洗，兩隻眼睛沒有完全閉合，打開了一點，好像他全神貫注於某人。通過棺材的玻璃，遺體與活著時無異……
在徐的旁邊，還發現了王機長的焦屍，幾乎不可辨認。救援人員還發現了副駕駛，兩人相差約一公尺，他的全身都被燒傷，但仍然保持清醒。他們把副機長緊急送醫，但在途中死亡。機上另外兩人通常被認為是在事故現場死亡。
三具遺體稍後被移回濟南，徐志摩最終被埋在貝達山，當地政府曾將其誤認為墜機地點。事后，南京经徐州、济南、天津到北平的航线于1931年12月25日停航。

## 後續
中國的文學界在聽到詩人的死訊時便開始哀悼。悲傷不已的林徽因在墜機現場收集了一片殘骸。並畢生將其保存在床邊。
在空難發生一年後，1932年徐志摩的紀念公園興建完成。